# Выпады
Вы́пады — упражнение, выполняемое с собственным весом или с утяжелением, используемое для развития мышц ног. Длинный выпад нагружает больше ягодичные мышцы, короткий переносит основную нагрузку на квадрицепсы.

Выпад с гантелями

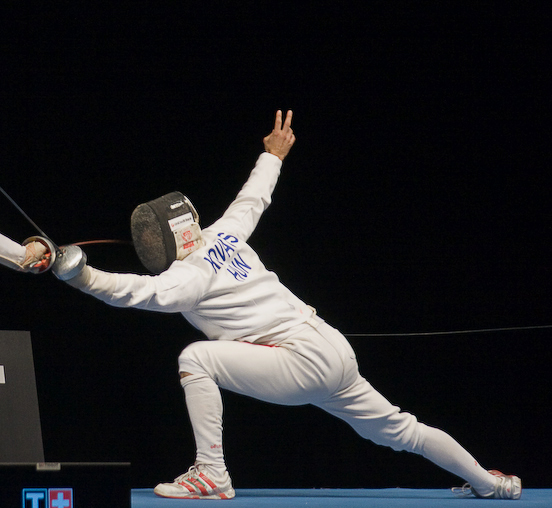
Выпад в фехтовании

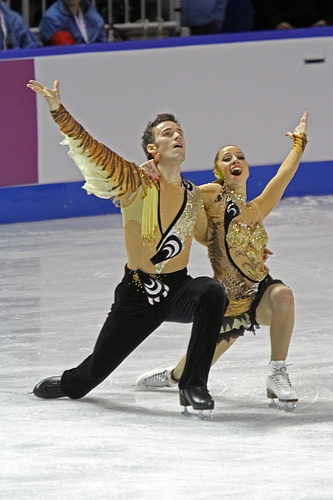
Выпад в фигурном катании

## История упражнения
Существуют разные взгляды на историю этого упражнения. Согласно одним экспертам, выпады с ионической капителью на спине делали ещё в Древней Греции. Другие утверждают, что это упражнение новое, ровесник современного фитнеса. Некоторые факты из античности и истории военного дела позволяют сделать вывод, что выпады широко применялись для тренировки воинов.
Что касается бодибилдинга, стоявший у истоков современного культуризма Евгений Сандов включал в программу тренировок выпад, усложняя его выносом вперёд не только ноги, но и руки с гантелью. Выпады вперёд одной ногой со штангой занимали важное место и в системе Джо Уайдера. У Арнольда Шварценеггера это упражнение было вторым после приседаний в комплексе по тренировке мышц бедра.

## Классификация
В классических выпадах ноги расположены на ширине плеч, затем одна нога выходит вперёд, сначала опираясь на пятку, затем на всю стопу. Выдвинутая вперёд нога в нижней точке упражнения согнута в коленном суставе под углом в 90 градусов, а колено должно находиться непосредственно над пальцами ног, не дальше (более короткий шаг оказывает дополнительную нагрузку на колено). Движение продолжается до тех пор, пока колено задней ноги не окажется примерно в сантиметре от пола. После этого необходимо вернуться в исходное положение.
Выпады могут выполняться без дополнительного отягощения, однако многие спортсмены стремятся повысить трудность, используя штангу, удерживаемую чаще всего на плечах. Штанга позволяет использовать гораздо больший вес, чем гантели. Как вариант существуют прыжковые выпады, с попеременноц сменой ног в прыжке.

## Общий эффект упражнения
Выпады являются тяжёлым базовым многосуставным упражнением для развития мышц ног. Однако большинство спортсменов предпочитают для подкачки ног приседания и жим ногами, а выпады лишь дополняют их. Все эти три упражнения направлены на набор общей мышечной массы ног и всего тела. Но приседания и жим не обеспечивают хорошей прорисовки среднего и нижнего регионов квадрицепсов. Именно выпады организуют специализированную нагрузку на эти части бёдер. 
Если делать выпады более длинно и глубоко, нагрузка переходит на ягодицы и бицепсы бедра, что тренирует именно этих групп мышц. Это хорошее упражнение также для лыжников, конькобежцев и фехтовальщиков. Выпады значительно улучшают мощность и выносливость квадрицепсов, что может пригодиться во время ударной тренировки в приседаниях.
Во время исполнения выпадов большую нагрузку получают мышцы-стабилизаторы. Кроме того, атлету приходится удерживать равновесие на одной ноге, зачастую с дополнительным отягощением. Это развивает координацию, устойчивость и равновесие.

### Работающие мышцы
Выпады — одно из самых эффективных силовых упражнений в плане развития передней части бедра и ягодичных мышц, в особенности прорисовки средней и нижней частей квадрицепсов, то есть для работы над рельефом мышц ног. Движение является многосуставным, вовлекает в работу большое количество крупных и мелких мышц (практически все мышцы нижней части тела). Различные варианты движения смещают акцент нагрузки на разные группы мышц. Выпады вовлекают в работу прежде всего квадрицепсы и ягодицы; синергистами (мышцами, помогающими в движении) выступают приводящие мышцы бедра, а также камбаловидные мышцы. Стабилизаторами являются бицепсы бедра и икроножные мышцы. Кроме того, нагрузка приходится на мышцы брюшного пресса, разгибатели спины и некоторые другие мелкие мышцы ног и туловища.
Иногда выпады относят к разновидности приседов и называют их «приседания-ножницы», так как эффект от этих двух упражнений схож. Приседания-ножницы отличаются от классических выпадов тем, что возврата впереди стоящей ноги к позади стоящей не происходит.

### Выпады в пожилом возрасте
В пожилом возрасте эластичность и сократительная способность мышц снижается. Суставы становятся менее подвижными, ухудшается связочный аппарат. Следовательно, для пожилых людей возрастает важность хорошей разминки. Первый подход следует выполнить без дополнительного отягощения, а увеличивать длину выпада с осторожностью.
Тем не менее, выпады очень полезны для пожилых, так как оказывают благоприятное воздействие на связки, сухожилия и мышцы-стабилизаторы, повышая их эластичность и тонус. Кроме того, это упражнение хорошо имитирует ходьбу (в утрированном виде), а ходьба — основа поддержания жизнестойкости. В лечебную физкультуру для пожилых довольно часто включают такую разновидность выпадов, как «выпады фехтовальщика».

### Применение выпадов женщинами
Женщинам не рекомендуется выполнять выпады с весом более 15 килограммов, так как это может оказать пагубное воздействие на женские органы.

### Травмоопасность
Перед выполнением выпадов, особенно с большим весом, необходимо провести качественную разминку для достаточного разогрева мышц, а во время выполнения следить за техникой безопасности. Первый подход выполняется с весом своего тела. Неисполнение этих требований может привести к серьёзной травме. При выполнении выпадов с большим весом (в особенности с использованием штанги, удерживаемой на плечах) упражнение оказывает большую нагрузку на коленные суставы и позвоночник. При недостаточной разминке длинные выпады чреватырастяжением связок. При правильной разминке и правильном выполнении упражнения риск травмы невысок .

## Техника выполнения

### Биомеханика
В начальной позиции положение ног можно варьировать, но обычно рекомендуют ставить ноги вместе, а стопы параллельно друг другу, не слишком далеко друг от друга, так как это существенно уменьшает амплитуду движений и снижает эффективность упражнения.
Удерживать дополнительное отягощение необходимо всей кистью; его нельзя держать одними пальцами, а штангу нельзя просто прижимать к плечам. Спина во всех фазах упражнения должна оставаться прямой, округлять её ни в коем случае нельзя. Следует избегать наклонов корпуса вперёд или назад. Смотреть нужно прямо перед собой, шея должна находится в одну линию с позвоночником, иначе возникает риск растяжения мышц шеи или травмы шейных позвонков. В начальной фазе упражнения делается вдох, в конечной фазе — выдох.
Из начальной позиции производится шаг вперёд одной ногой, медленный и подконтрольный. В конечной фазе передняя нога, согнутая в коленном суставе, должна образовать угол 90 градусов, а задняя нога почти коснуться пола, но не опираясь коленом, иначе теряется смысл упражнения. После чего нужно вернуться в исходное положение. Колено вынесенной вперёд ноги при вставании должно двигаться в одной плоскости с ногами, то есть при вставании нельзя сдвигать колено внутрь или выводить его наружу. Возвращение в исходное положение происходит только за счёт силы передней ноги. Подъём за счёт силы инерции и раскачивания недопустим .
Упражнение можно выполнять как каждый раз меняя ноги, так и по очереди (сначала серия выпадов на одну ногу, потом на другую). Второй вариант более безопасен, по крайней мере для новичков, так как при выбросе вперёд одной и той же ноги легче удержать равновесие .

### Экипировка и дополнительное отягощение
В качестве дополнительного отягощения могут использоваться гантели либо гриф штанги, как с блинами, так и без них. Гантели удерживаются по одной в каждой руке, штанга – на плечах за головой. Для переноса основной нагрузки на квадрицепсы возможен вариант со штангой на плечах, но впереди головы. Для усложнения штангу можно удерживать вытянутыми руками над головой, но это наиболее сложно и опасно. В остальных вариантах существуют свои недостатки и преимущества. Штангу проще удерживать на плечах, но при этом возрастает нагрузка на позвоночник, а с гантелями проще удерживать равновесие, но при использовании больших весов превышается нагрузка мышцы предплечий и лучезапястный сустав.
При работе с большими весами возможно применение специальной экипировки: поясного ремня, эластичных бинтов на коленях или на запястьях, а также кистевых ремней. Поясной ремень служит для страховки поясничного отдела позвоночника от травмы при занятиях с тяжёлой штангой. Эластичные бинты на коленях страхуют от травм и растяжений коленные суставы, связки и сухожилия. Бинты на запястьях применяются для упрочнения хвата при работе с тяжёлыми гантелями. Для этой же цели могут использоваться кистевые ремни.
Дополнительная экипировка трактуется по-разному. Эксперты сходятся во мнении, что бинты и пояса для новичков нецелесообразны, так как начинающему очень важно приучить мышцы к силовым нагрузкам и укрепить связки. Если применять экипировку с первых дней тренинга, то связки останутся слабыми, поэтому не стоит увлекаться бинтами и поясами.